# خط پیوند
خط پیوند (به انگلیسی: Hyphen) با نشانه‌ی «‐»، یکی از نمادهای نشانه‌گذاری (نشانه‌های سجاوندی) است که برای پیونددادن واژگان مختلف در متن (مثل: رشته‌کوه کاشمر-تربت) و واژگانی که بین دو خط متفاوت تقسیم شده‌اند (مثلاً؛ قسمتی از واژه در انتهای خط قبلی و قسمتی دیگر در ابتدای خط بعدی قرارگرفته باشد) به‌کار می‌رود و آن‌ها را به هم پیوند می‌دهد تا یک واژهٔ واحد در نظر گرفته شوند.
خط پیوند را نباید با انواع مختلف خط فاصله (‒، –، —، ―) که از نظر شکلی طولانی‌تر هستند و همچنین با علامت منفی «−» (علامت منفی ریاضی) اشتباه گرفت.